# قائمة أنواع المستصفرة
يوجد عدة أنواع من جنس المستصفرة:
- مستصفرة البازلاء (الاسم العلمي:Xanthomonas pisi)
- مستصفرة البطيخ (الاسم العلمي:Xanthomonas melonis)
- مستصفرة الحدائق (الاسم العلمي:Xanthomonas hortorum)
- مستصفرة الحور (الاسم العلمي:Xanthomonas populi)
- مستصفرة مرجية (الاسم العلمي:Xanthomonas campestris)
- مستصفرة الشاي (الاسم العلمي:Xanthomonas theicola)
- مستصفرة الشويعرة (الاسم العلمي:Xanthomonas bromi)
- مستصفرة العشب السجادي (الاسم العلمي:Xanthomonas axonopodis)
- مستصفرة الفاصوليا (الاسم العلمي:Xanthomonas phaseoli)
- مستصفرة الفراولة (الاسم العلمي:Xanthomonas fragariae)
- مستصفرة الفصفصة (الاسم العلمي:Xanthomonas alfalfae)
- مستصفرة الكاسافا (الاسم العلمي:Xanthomonas cassavae)
- مستصفرة الكوديم (الاسم العلمي:Xanthomonas codiaei)
- مستصفرة الياقوتية (الاسم العلمي:Xanthomonas hyacinthi)
- مستصفرة أليفة الأشجار (الاسم العلمي:Xanthomonas arboricola)
- مستصفرة أليفة الأوعية (الاسم العلمي:Xanthomonas vasicola)
- مستصفرة أليفة الملت (الاسم العلمي:Xanthomonas maltophilia)
- مستصفرة بنية (الاسم العلمي:Xanthomonas fuscans)
- مستصفرة بيضاء مخططة (الاسم العلمي:Xanthomonas albilineans)
- مستصفرة ثاقبة (الاسم العلمي:Xanthomonas perforans)
- مستصفرة خرشوفية (الاسم العلمي:Xanthomonas cynarae)
- مستصفرة داي (الاسم العلمي:Xanthomonas dyei)
- مستصفرة رزية (الاسم العلمي:Xanthomonas oryzae)
- مستصفرة سكرية (الاسم العلمي:Xanthomonas sacchari)
- مستصفرة شفانية (الاسم العلمي:Xanthomonas translucens)
- مستصفرة غاردنر (الاسم العلمي:Xanthomonas gardneri)
- مستصفرة قرعية (الاسم العلمي:Xanthomonas cucurbitae)
- مستصفرة كرمية (الاسم العلمي:Xanthomonas ampelina)
- مستصفرة ليمونية (الاسم العلمي:Xanthomonas citri)
- مستصفرة منفطة (الاسم العلمي:Xanthomonas euvesicatoria)
- مستصفرة منفطة حقيقية (الاسم العلمي:Xanthomonas vesicatoria)